# スイッチングロス
スイッチングロスとは電気回路の開閉にともなう電力の損失を言う。
およそいかなる開閉器（スイッチ）においても、開閉の遷移中には電気抵抗が存在し、これによって開閉器が発熱して電力が失われる。もっとも、この遷移の時間はごく短く、生活的スケールではこの損失は問題とされない。しかしスイッチング電源などでは大電流の流れる回路を高速に、繰り返し開閉しつづけることで電力を制御している上に、開閉器として使われる半導体素子には必ずオン抵抗や順方向電圧降下が存在するので、何らかの対策が必要である。対策が施されない場合は効率が著しく低下したり焼損するおそれもある。
リアクタンスを利用して開閉されつつある間の電流を減らす方法が代表的な対策である。